# تونی داگلاس
تونی داگلاس (انگلیسی: Toney Douglas؛ زادهٔ ۱۶ مارس ۱۹۸۶) بازیکن بسکتبال اهل ایالات متحده آمریکا است.

## حرفه
از باشگاه‌هایی که در آن بازی کرده‌است می‌توان به ساکرامنتو کینگز، میامی هیت، هیوستون راکتس، گلدن استیت واریرز، نیویورک نیکس، و نیو اورلینز پلیکانز اشاره کرد.